# (5736) Sanford
(5736) Sanford es un asteroide perteneciente al cinturón de asteroides descubierto el 6 de junio de 1989 por Eleanor F. Helin desde el Observatorio del Monte Palomar, Estados Unidos.

## Designación y nombre
Designado provisionalmente como 1989 LW. Fue nombrado Sanford en homenaje a John Sanford, maestro, autor, expresidente de los Astrónomos del Condado de Orange, y una fuente de inspiración para cientos de astrónomos aficionados. Galardonado con el Premio Bruce Blair de Astrónomos Amateur Occidentales, ha servido a astrónomos aficionados de todo el mundo con el intercambio desinteresado de sus habilidades fotográficas y de observación durante casi veinte años.

## Características orbitales
Sanford está situado a una distancia media del Sol de 2,375 ua, pudiendo alejarse hasta 3,031 ua y acercarse hasta 1,720 ua. Su excentricidad es 0,275 y la inclinación orbital 21,59 grados. Emplea 1337,57 días en completar una órbita alrededor del Sol.

## Características físicas
La magnitud absoluta de Sanford es 13,9. Tiene 5,06 km de diámetro y su albedo se estima en 0,25. 